# Coleman, Michigan
Coleman är en liten stad (city) i Midland County i Michigan. Vid 2010 års folkräkning hade Coleman 1 243 invånare.